# Ян Махан

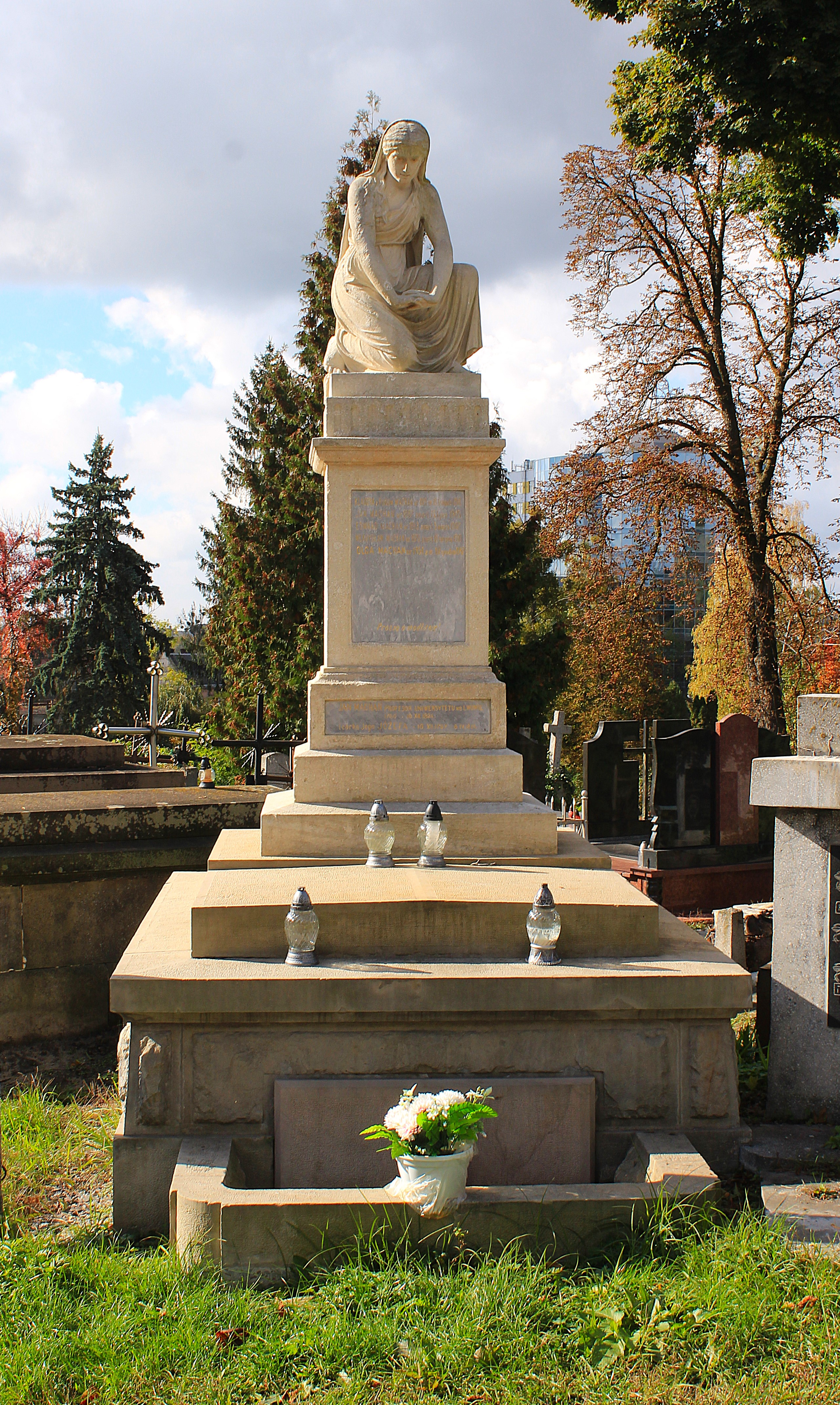
Гробниця родини професора Яна Махана

Я́н Ма́хан (чеськ. Jan Machan; 16 травня 1762, Вамберк — 16 грудня 1824, Львів) — чеський науковець, професор кафедри акушерства та кафедри спеціальної патології і хірургії Медико-хірургічного інституту Львівського університету у 1790—1824 роках.

## Біографія
Ян Махан народився у Вамберку 16 травня 1762 року.
У 1787 році закінчив медичний факультет Віденського університету, по закінченню вишу протягом трьох років працював помічником хірурга в одному зі шпиталів Львова.
Протягом 1790—1807 та 1815—1824 років займав посаду професора кафедри акушерства, а у 1793–1815 роках — кафедри спеціальної патології та хірургії Медико-хірургічного інституту Львівського університету.
Помер 16 грудня 1824 року у Львові та був похований на Городоцькому цвинтарі. Після ліквідації Городоцького цвинтаря, на початку XX століття його труну з тлінними рештками було урочисто перенесено та перепоховано в родинному склепі на Янівському цвинтарі (поле № 31). Склеп увінчаний фігурою плакальниці, виконаний у стилі ампір. Імовірно, її автором є відомий скульптор Антон Шімзер у 1820-х роках.